# انگلبرشتس مونستر
انگلبرشتس مونستر (به آلمانی: Engelbrechtsmünster) یک روستا در آلمان است که در باواریای علیا واقع شده‌است.

## نگارخانه

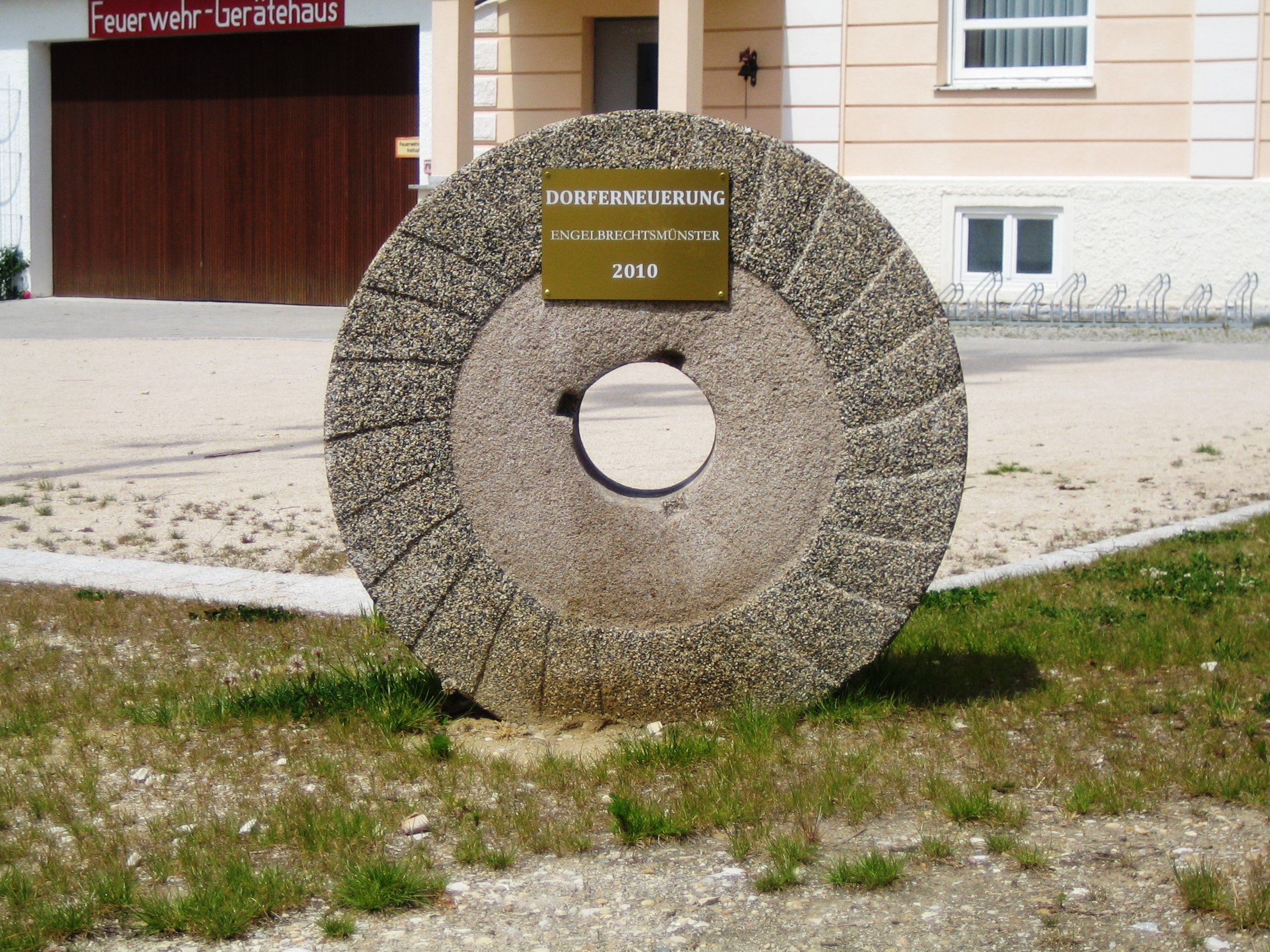
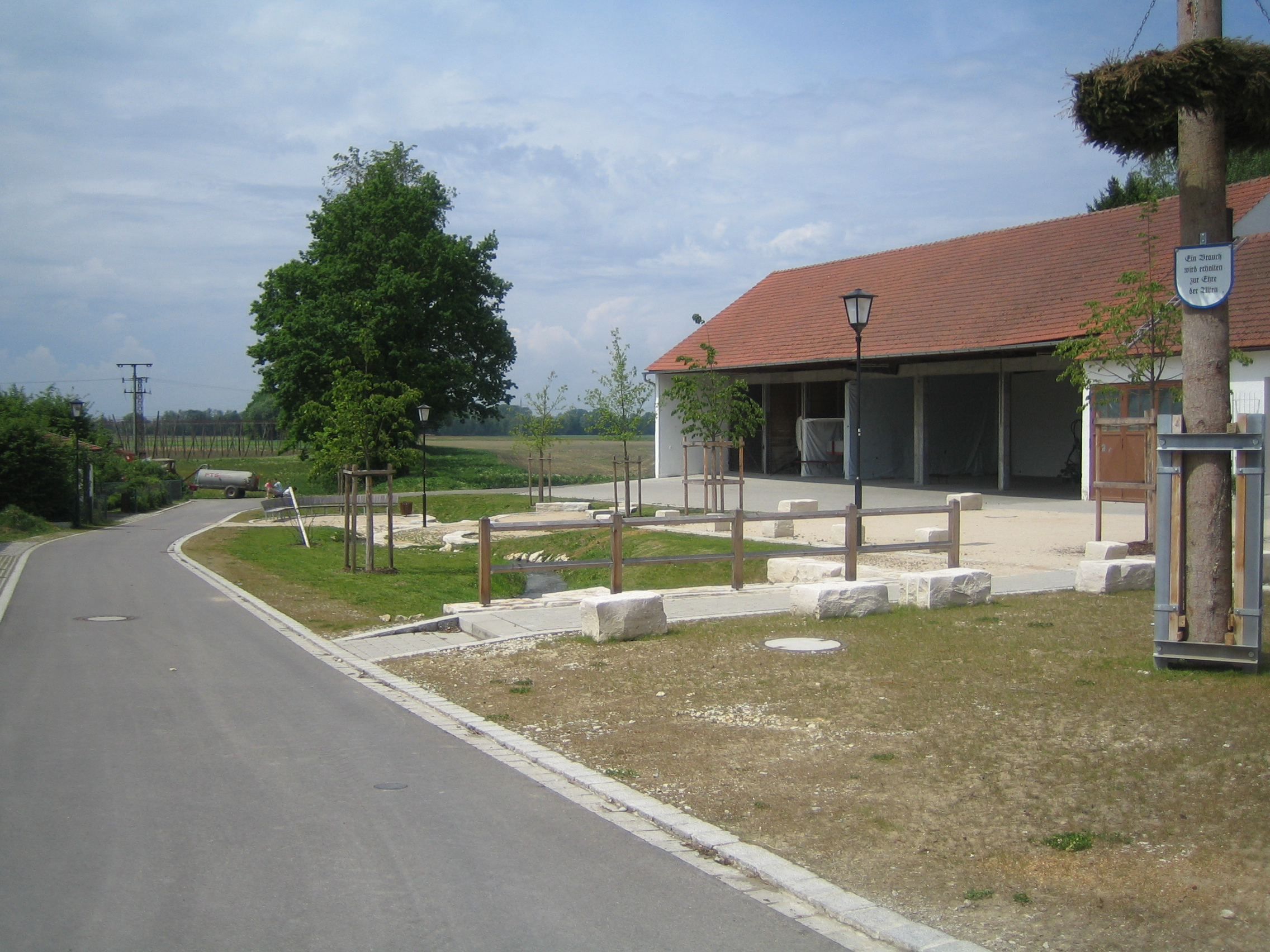
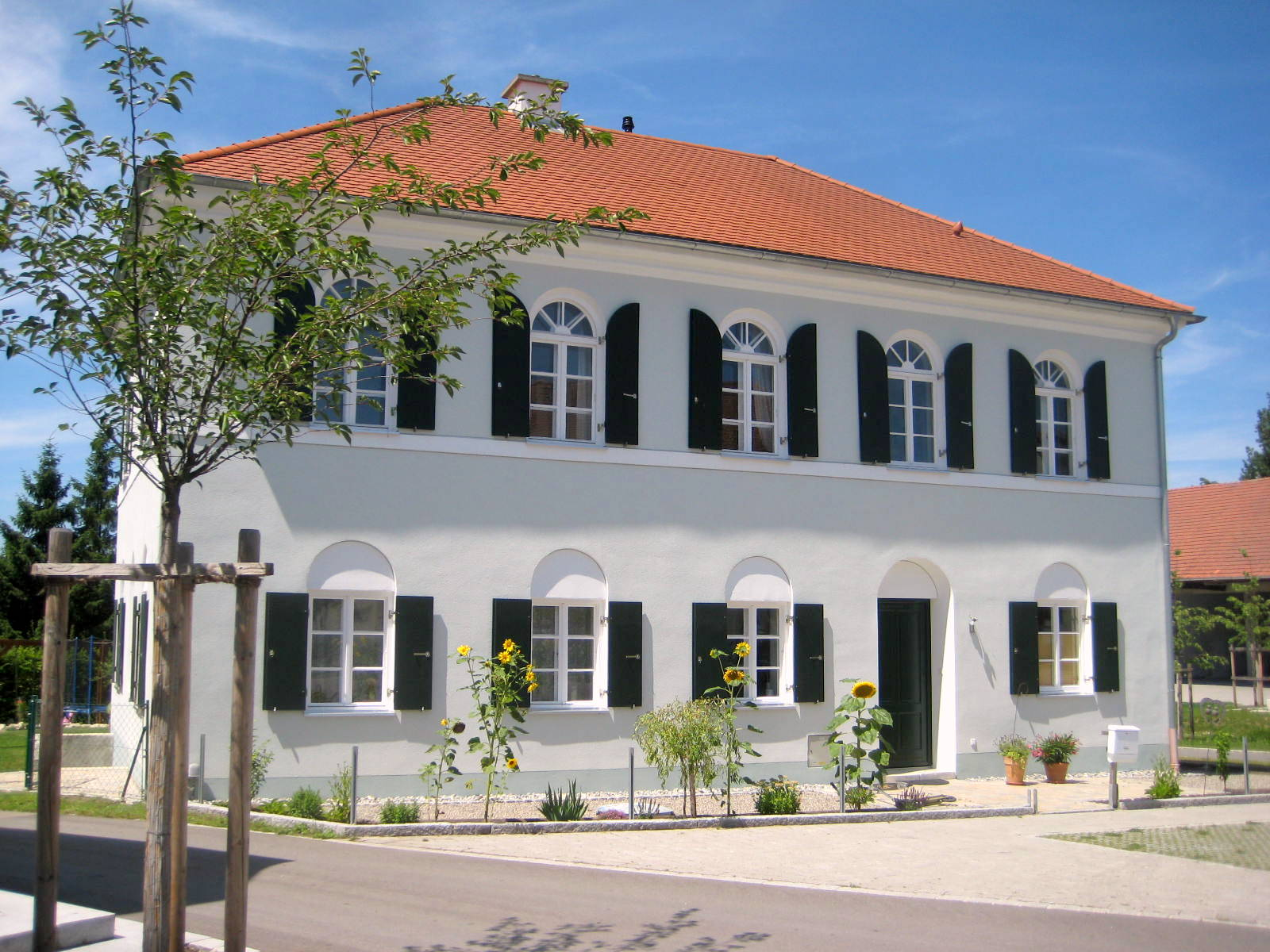
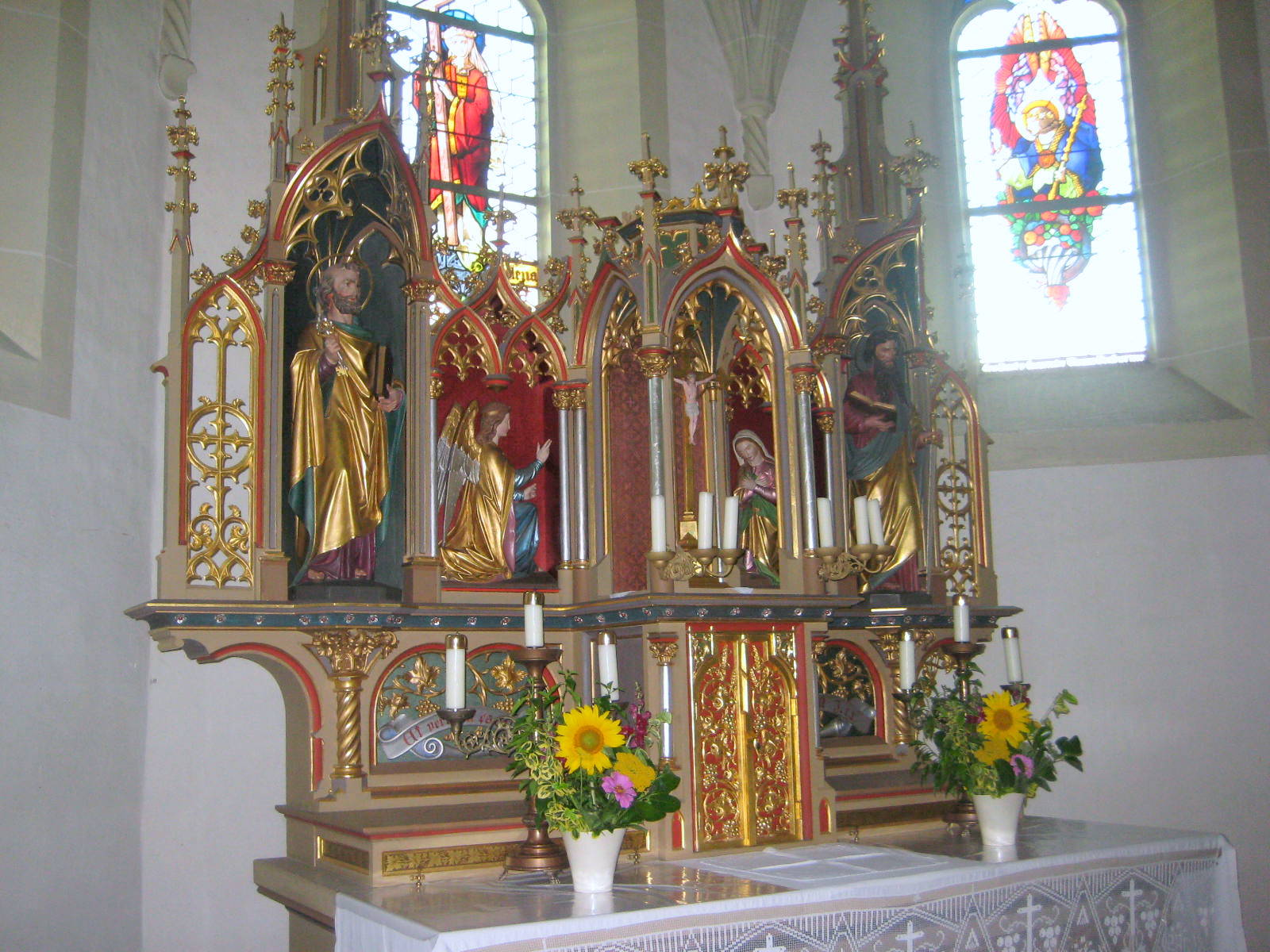
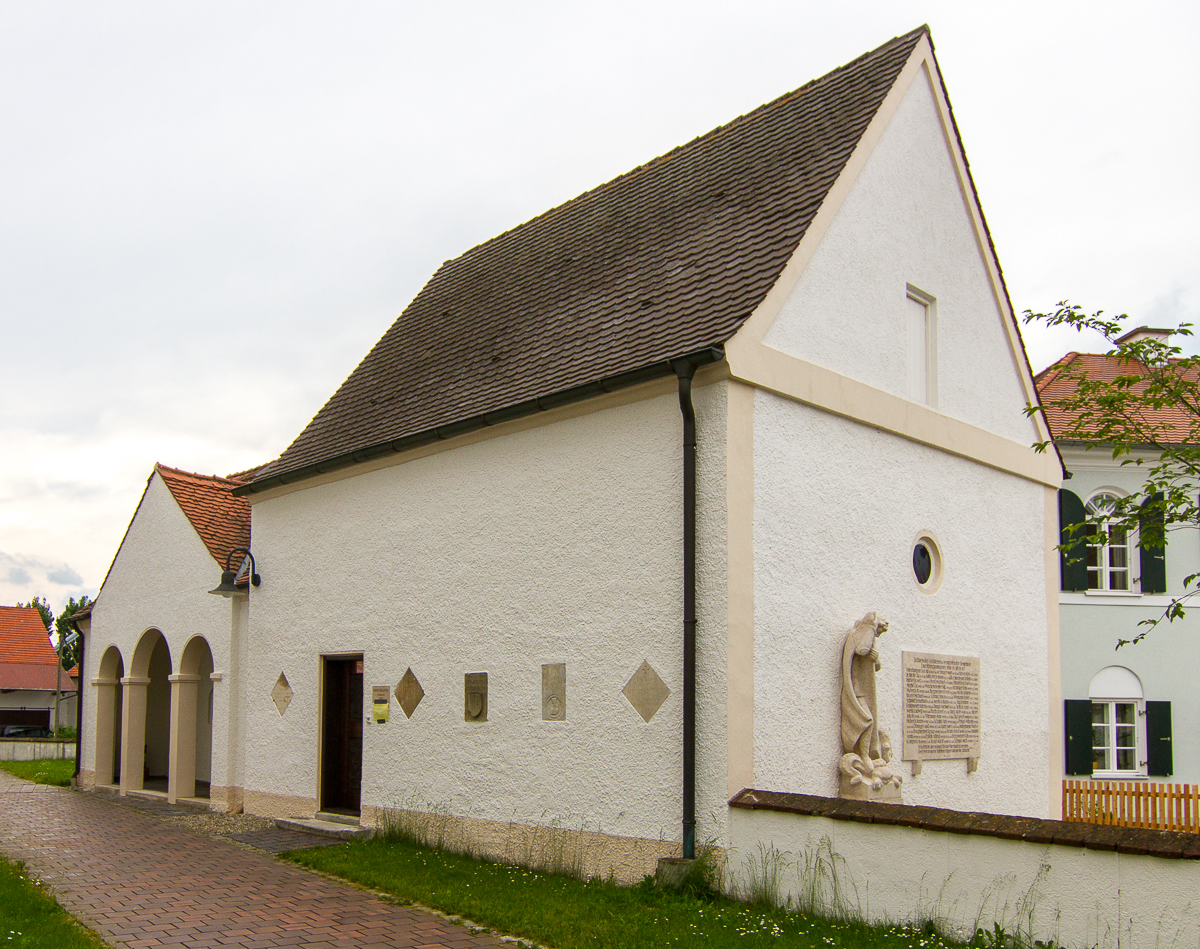